# 闽东
闽东，又稱閩都，是中国福建省的一个地理概念。狭义上的闽东特指现今中华人民共和国福建省东北部福寧五邑的宁德市辖区，面积13452.4平方公里，人口330万。广义的闽东（閩都）是指中華人民共和國福建省宁德市、福州市和中華民國福建省連江縣馬祖列島。同理，閩都也有狹義和廣義之分，狹義閩都指現今的福州市和連江縣（馬祖列島），而廣義閩都指以福州為中心區進而輻射周邊的區域，也包括了現今寧德市轄區的所有縣（市）區（壽寧縣部分鄉鎮原屬建寧府除外），三地通行闽语闽东片的地区。共有1013万人口，其北部的宁德、福安、福鼎、霞浦、柘荣、寿宁、周宁使用闽语闽东片北小片的福安话；南部的福州、闽侯、长乐、连江、福清、平潭、闽清、永泰、罗源、古田、屏南等地被称为福州十邑，使用闽语闽东片南小片的福州话。

## 族群
- 福州民系：通行閩語閩東片及福州十邑文化的族群，明代、清代分為福寧府（偏北，今霞浦、福安、宁德、福鼎、寿宁等县市及周宁县大部分地区）和福州府（偏南，今福州市，以及宁德市下辖之古田县、屏南县），是著名僑鄉，許多日本跟歐美華人祖籍在此。
- 福州蜑民：曾以船為厝生活於福州市閩江中下游和沿海地區，今大部分已登岸，並與陸地居民雜居通婚。
- 閩南民系、興化民系和客家民系：福鼎極北部地區說閩語閩南片的浙南小片方言；福鼎、霞浦和福清等县市存在數個講閩語閩南片、莆仙片和客家語汀州片的方言島；福安市蘭筧是客家語方言島。
- 畲族：居住在寧德市崇儒畲族鄉、硤門畲族鄉、鹽田畲族鄉、金涵畲族鄉、坂中畲族乡、水門畲族鄉、穆雲畲族鄉、康厝畲族鄉和福州市霍口畲族鄉、小滄畲族鄉。
- 滿族：零散分佈在福州市區，在長樂有一處集中聚居點，多數已跟十邑人通婚。
- 福州外地移民：由中國各地移入閩東/閩都地者（包括其他閩民系），當地俗稱有：「下南囝」、「下南鬼」、「◯◯囝」[8]、「◯◯婆」[9]、「外江儂」[10][11]、「北囝」[12]、「兩個聲」[13][14]。